# Skillet Fork
Der Skillet Fork ist ein rechter Nebenfluss des Little Wabash River im US-Bundesstaat Illinois. Der Fluss ist 158 km lang und entwässert im Südosten von Illinois ein Areal von 2742 km².
Der Skillet Fork entspringt im Nordosten des Marion County, etwa 25 km nordöstlich von Salem. Er fließt anfangs in südlicher Richtung. Bei der Ortschaft Wayne City, der einzigen größeren Siedlung am Flusslauf, wendet er sich nach Ostsüdost. Er mündet schließlich 8 km nördlich der Kleinstadt Carmi in den Little Wabash River.
Der Fluss weist ein stark mäandrierendes Verhalten auf. Unterhalb von Wayne City wurde er jedoch an zahlreichen Stellen begradigt und kanalisiert. Nennenswerte Nebenflüsse des Skillet Fork sind Horse Creek und Main Outlet (beide von rechts).